# Jim Calhoun
James C. Calhoun, (Braintree, Massachusetts, 10 de mayo de 1942) es un exentrenador de baloncesto estadounidense que estuvo en activo durante 40 años entrenando en la NCAA.

## Trayectoria
- Lyme-Old Lyme H.S. (1965-1966)
- Westport High School (1966-1967)
- Dedham High School (1967-1972)
- Universidad de Northeastern (1972-1986)
- Universidad de Connecticut (1986-2012)